# 헤클러운트코흐 MSG90
헤클러&코흐 MSG90(독일어: Militärische Scharfschützen Gewehr, Military Sharpshooter(Sniper) Rifle)는 PSG1를 경량화 및 개량하여 군용 제식화기에 맞도록 바꾼것이다. MSG90은 PSG1과 비슷한 외견을 갖고있어, 군용염가판 또는 대량생산용으로 개량한 제품이라고 평가되기도 한다. 1990년초에 세상에 나와 많은 국가에서 쓰이고 있다. 부품의 숫자가 줄이고 간략화하여 내구성을 높였다. 무엇보다도 총신의 단축 및 권총손잡이의 아래에 달려있던 추를 제거하여 무게를 줄였으며, 뺨대도 사용자의 체격에 맞게 상하로 조절할 수 있도록 설계가 변경되었다. 그리고 총상에는 레일이 달리면서 망원조준경은 떼고 붙일 수 있게 되었다.
대한민국 해양경비안전 특공대가 창설된 초기에 채용되어 쓰였다

## MSG90A1
미국 국방부의 지정 사수용 소총 프로그램에 의해 개량을 거쳤다. MSG90DMR이라도 불린다.
1. 총구가 소음기를 달 수 있도록 나선부가 있는 소염기로 바뀜.
2. 기계식 조준기가 생김.
3. 가늠쇠는 사격거리를 1200 m까지 조절할 수 있다.

## 같이 보기
- 저격총
- 지정 사수용 소총
- 헤클러&코흐 PSG1